# 伊萬·米科萊丘克
伊万·瓦西廖维奇·米科萊丘克（羅馬化：Ivan Vasyliovych Mykolaichuk；1941年6月15日—1987年8月3日），乌克兰演員、电影制片人及编剧。
他最出名的角色是在電影《遠祖的陰影》（1964年）中饰演胡楚爾人伊万，该片是改编自米哈伊洛·柯秋宾斯基的同名书籍。米科拉伊丘克于1967年因此而获乌克兰共青团奖，1968年获乌克兰苏维埃社会主义共和国功勋艺术家称号。他死后被追授舍甫琴科國家獎。